# エネルギー管理士の試験及び免状の交付に関する規則
エネルギー管理士の試験及び免状の交付に関する規則（エネルギーかんりしのしけんおよびめんじょうのこうふにかんするきそく、昭和59年3月9日通商産業省令第15号）は、エネルギー管理士の試験及び免状の交付について定めた通商産業省令である。
エネルギーの使用の合理化等に関する法律に基づき定められたものである。